# Club sportif de Sakiet Ezzit
 (novembre 2024).
Si vous disposez d'ouvrages ou d'articles de référence ou si vous connaissez des sites web de qualité traitant du thème abordé ici, merci de compléter l'article en donnant les références utiles à sa vérifiabilité et en les liant à la section « Notes et références ».
Maillots
Le Club sportif de Sakiet Ezzit est un club tunisien de handball. Il évolue en division nationale A en 2014-2015. Créé en 1963, il accède pour la première fois en division nationale A en 1979 et il faut attendre 2014 pour le voir revenir parmi l'élite.

## Palmarès
- Championnat de Tunisie (0) :
  - Finaliste  : 2020
- Coupe de Tunisie (2) :
  - Vainqueur  : 2019 et 2020
  - Finaliste  : 2021, 2025
- Coupe arabe des clubs vainqueurs de coupe (1) :
  - Vainqueur  : 2017[2]
  - Troisième  : 2018
- Championnat arabe des clubs champions (1) :
  - Vainqueur  : 2017
  - Finaliste  : 2018

## Entraîneurs
- 2013-2014 : Fethi Bouchâala puis Saber Chtourou
- 2014-2015 : Jalel Ben Khaled puis Fayçal Hassairi
- 2016-2017 : Haykel Mahmoud Bougi
- 2017-2018 : Haykel Mahmoud Bougi puis Bilel Nabti puis Yessine Abid
- 2018-2019 : Kamel Hdider puis Sayed Ayari puis Achraf Masmoudi